# Сірохвіст
Сірохві́ст (Xenerpestes) — рід горобцеподібних птахів родини горнерових (Furnariidae). Представники цього роду мешкають в Центральній і Південній Америці.

## Види
Виділяють два види:
- Сірохвіст білобровий (Xenerpestes minlosi)
- Сірохвіст еквадорський (Xenerpestes singularis)

## Етимологія
Наукова назва роду Xenerpestes походить від сполучення слів дав.-гр. ξενος — чужий, незнайомий і ἑρπηστης — той, хто повзає.